# Francesca Bettroneová
Francesca Bettroneová (* 5. srpna 1991 Benátky) je italská rychlobruslařka.
Od roku 2010 se účastnila Světového poháru juniorů, v seniorském Světovém poháru debutovala roku 2012. Na Mistrovství Evropy 2018 získala stříbrnou medaili v závodu s hromadným startem. Zúčastnila se Zimních olympijských her 2018, kde v závodě na 1500 m skončila na 25. místě, na trati 1000 m se umístila na 27. příčce, na půlkilometrové distanci dobruslila do cíle na 29. místě a v závodě s hromadným startem skončila na 16. místě.